# American Medical Response
L'AMR (American Medical Response) è un'associazione americana che offre soccorso medico e paramedico.
Fu fondata nel 1992 da una federazione di associazioni paramediche regionali e ha sede a Greenwood Village, Colorado. Nel 1997 espanse i suoi servizi, acquisendo la MedTrans e diventando quindi la società ambulanziera più grande negli States. Le sue ambulanze sono bianche con una striscia rossa e il logo dell'associazione. Usano lampeggianti blu e rossi, ma molto più frequentemente solo rossi.